# Notoplites vanhoffeni
Notoplites vanhoffeni är en mossdjursart som först beskrevs av Arnold Girard Kluge 1914.  Notoplites vanhoffeni ingår i släktet Notoplites och familjen Candidae. Inga underarter finns listade i Catalogue of Life.